# Karsten Alnæs
Karsten Alnæs (ur. 29 maja 1938 w Hønefoss) − norweski pisarz i historyk.
Alnæs jest z wykształcenia nordystą. Zadebiutował w 1975 zbiorem opowiadań Veps. Pisze powieści, książki historyczne i książki dla dzieci rozgrywające się w Oslo. Jest autorem dwóch ogromnych serii: Historien om Norge i Historien om Europa. Za swoje książki otrzymał w Norwegii wiele nagród literackich. Pracował także jako wykładowca w szkole dziennikarstwa, był przewodniczącym Norweskiego Związku Literatów (norw. Den norske Forfatterforening), a także redaktorem działu kultura w gazecie Dagbladet. Współpracował z norweską telewizją NRK przy produkcji wielu programów historycznych.